# Bolitoglossa robinsoni
Bolitoglossa robinsoni es una especie de salamandras en la familia Plethodontidae. Su nombre específico se debe a su tamaño diminuto; se trata de la menor de las especies conocidas de su género.
Es endémica del Cerro Fábrega y la cercana Cordillera de Talamanca, en Panamá y la zona fronteriza de Costa Rica.